# Verwaltungsgemeinschaft Herrnhut

Lage der Verwaltungsgemeinschaft Herrnhut im Landkreis Görlitz (Stand: 31. Dezember 2012)

Die Verwaltungsgemeinschaft Herrnhut war eine sächsische Verwaltungsgemeinschaft im Landkreis Görlitz. Sie lag im Zentrum des südlichen Kreisteils etwa 14 km nordwestlich von Zittau und 14 km südöstlich von Löbau. Erfüllende Gemeinde war die namensgebende Stadt Herrnhut.

## Mitgliedsgemeinden
Vor ihrer Auflösung bestand die Verwaltungsgemeinschaft aus folgenden zwei Gemeinden:
- Berthelsdorf mit den Ortsteilen Berthelsdorf und Rennersdorf
- Herrnhut mit den Ortsteilen Herrnhut, Ninive, Ruppersdorf/O.L., Schwan, Friedensthal, Strahwalde, Euldorf, Großhennersdorf, Heuscheune, Neundorf auf dem Eigen und Schönbrunn

## Geschichte
Die Verwaltungsgemeinschaft wurde zum 1. Januar 2000 von der Stadt Herrnhut und den Gemeinden Berthelsdorf, Großhennersdorf und Strahwalde gegründet. Durch die Eingemeindungen Strahwaldes am 1. Januar 2010 und Großhennersdorfs am 1. Januar 2011 nach Herrnhut sank die Zahl der Mitgliedsgemeinden auf zwei. Berthelsdorf wurde mit Wirkung zum 1. Januar 2013 nach Herrnhut eingemeindet, infolgedessen wurde die Verwaltungsgemeinschaft endgültig aufgelöst.